# Common Assessment Framework
CAF (ang. The Common Assessment Framework), Wspólna Metoda Oceny - jest narzędziem kompleksowego zarządzania jakością (TQM) przeznaczonym dla administracji publicznej. Opracowano je w oparciu o Model Doskonałości Europejskiej Fundacji Zarządzania Jakością (EFQM). Metoda CAF zakłada, że osiąganie celów organizacji jest uzależnione od jakości przywództwa, strategii i planowania, ludzi, partnerstwa i zasobów oraz procesów. Są to tzw. kryteria potencjału, w ramach których organizacja powinna podejmować określone działania, aby funkcjonować efektywnie. Działania te ocenia się w odniesieniu do wyników osiąganych przez organizację (zdefiniowanych w ramach tzw. kryteriów wyników).
Metodę CAF opracowali eksperci powołani przez dyrektorów generalnych urzędów odpowiedzialnych za administrację w krajach członkowskich Unii Europejskiej (Zespół na rzecz Innowacji w Usługach Publicznych - IPSG, działający w ramach nieformalnej Sieci UE ds. Administracji Publicznej - EUPAN). Metoda powstała w 2000 roku, w latach 2002 i 2006 przedstawiono kolejne zrewidowane wersje (CAF2002 i CAF2006). Obecnie aktualna wersja to CAF2013, ogłoszona podczas Europejskiego Spotkania Użytkowników CAF w Oslo w roku 2012. W Europejskim Instytucie Administracji Publicznej (EIPA) działa Centrum Zasobów CAF, które prowadzi szkolenia oraz, we współpracy z IPSG, prace nad popularyzacją i rozwojem Metody.